# 1988 XP
1988 XP är en asteroid i huvudbältet, som upptäcktes den 5 december 1988 av den japanske amatörastronomen Takuo Kojima i Chiyoda.